# 소토성 작전
소토성 작전(러시아어: Операция «Малый Сатурн», 발음: 오페라치야 "말리이 사투른")은 제2차 세계 대전의 동부전선에서 붉은 군대가 수행한 공세로, 1942년 12월 16일부터 30일까지 독일이 점령한 소련 영토인 돈강과 치르강 지역에서 전투가 발생했다.
1942년 11월 19일에 시작된 천왕성 작전의 성공으로 인해 프리드리히 파울루스 장군이 이끄는 독일 제6군과 헤르만 호트 장군의 제4기갑군 일부를 합쳐 총 25만 명의 추축국 병력이 스탈린그라드에서 포위되었다. 이 승리를 활용하기 위해 소련 총참모부는 로스토프나도누를 최종 목표로 삼은 야심찬 공세를 계획했으며, 이 작전은 "토성"이라는 암호명이 붙여졌다. 그러나 이후 이오시프 스탈린은 이 계획을 축소하여 상대적으로 작은 규모의 "소토성"이라는 작전을 실행하게 되었다.
이 공세는 추축국 병력을 격파하고 동우크라이나에서 독일군의 과도한 전선 압박을 가중시키는 데 성공하였다. 한편, 돈강 남쪽에서의 또 다른 소련군 반격은 포위된 스탈린그라드 병력을 구출하려는 독일군의 추가적인 전진을 저지하였다. 이어지는 작전들로 인해 1943년 1월과 2월에 소련군은 결국 원래 "토성 작전"의 계획에 따라 원래 목표였던 로스토프를 점령하였다. 이러한 승리에도 불구하고 소련군 역시 전선을 과도하게 확장하게 되었고, 이는 독일군이 제3차 하리코프 전투 및 쿠르스크 전투와 같은 반격 작전을 준비하는 계기를 제공하게 되었다.

## 배경

### 소련군의 스탈린그라드 포위와 독일군의 반격
1942년 11월 19일부터 4일 간 진행된 천왕성 작전에서 독일 제6군과 제4기갑군이 스탈린그라드에 포위되었다. 스탈린그라드에 포위된 독일군은 천왕성 작전이 끝난 뒤 12월 초반 일일 보급품의 20%만 받을 수 있었다. 소련 최고 사령부는 천왕성 작전이 끝난 이후부터 스탈린그라드 교외에 있는 이탈리아 제8군을 격멸하고 캅카스산맥에 주둔한 나머지 독일군 부대를 차단하려고 했고, 이 작전을 "토성 작전"으로 명명하고 작전을 준비했다. 스타브카는 1942년 12월 10일을 작전 개시일로 계획하고 있었다. 한편 스탈린그라드 전투로 인해 독일군 부대는 분할되었고, 에리히 폰 만슈타인은 돈 집단군이라는 새로운 부대를 맡게 되었다.
스탈린그라드의 상황을 타개하기 위해 에리히 폰 만슈타인은 아돌프 히틀러에게 "겨울 폭풍"이라는 암호명의 돌파 작전을 제안했다. 11월 28일 만슈타인은 아돌프 히틀러에게 돈 집단군의 상황과 스탈린그라드 내 독일군 포병 탄약 현황, 그리고 제6군의 병력을 담은 보고서를 전달했다. 스타브카는 치르강 유역에 남아있는 독일군을 소탕하기 위해 토성 작전의 개시일을 12월 16일로 미뤘다. 소련군은 치르강 유역의 모로좁스크에서 짐을 푸는 독일 제6기갑사단을 발견하고 치르강을 돌파하려고 시도하는 몇몇 추축국 부대를 물리치면서 독일군의 작전을 알게 되었다.
겨울 폭풍 작전은 12월 12일 개시되었고, 독일군은 공군의 지원으로 순조롭게 진격했다. 이오시프 스탈린은 13일 독일군의 진격에 맞서 토성 작전에 배정된 돈 전선군의 제2근위군을 스탈린그라드 전선군으로 재배치하는 한편, 토성 작전의 규모를 축소해서 진행하기로 결정했다. 공세 방향 역시 남쪽에서 남동쪽으로 전환되었다.

## 개시

### 원안
스탈린은 스탈린그라드 주변에서 루마니아군이 패배하고 독일 제6군이 성공적으로 포위된 이후, 소련군이 통제하는 지역을 확장하기 위한 반격 작전인 "새턴"이라는 작전을 계획하기 시작하였다. 최종 목표는 로스토프나도누였다. 스탈린그라드 포위망에 갇힌 추축군은 며칠 안에 완전히 격멸되어야 했으나, 포위된 적군 병력에 대한 소련 정보기관의 잘못된 계산(실제 병력 25만 명 이상이었지만 8만 명으로 과소평가됨)에 기초한 이 계획은 소련군의 물류와 차량 부족으로 인해 실행 불가능하고 비현실적인 것으로 판명되었다.

### 개시
축소된 작전인 "소토성"으로 명명된 새 계획에서는 소련군이 여전히 돈강과 치르강의 추축군을 공격해야 했다. 적군을 격멸한 후 기계화 부대는 두 방향으로 신속히 진격해야 했는데, 하나는 서쪽 밀레로보 통신 중심지로, 다른 하나는 남쪽 타친스카야 비행장으로 향하는 것이었다. 이 비행장은 루프트바페의 항공기가 스탈린그라드 포위망에 보급을 지원하기 위해 출발하던 곳이었다. 또한, 남서전선군은 제1근위군, 제3근위군, 제5전차군이 타친스카야 근처의 모로조프스크를 목표로 공격하여 해당 구역의 적군 집단을 파괴하는 임무를 부여받았다. 이들은 보로네시 전선군의 제6군의 지원을 받았다.  따라서 로스토프를 향한 추가적인 공세 계획은 포기되었다.
작은 새턴 작전은 12월 16일에 시작되었다. 표도르 이시도로비치 쿠즈네초프 장군의 제1근위군과 드미트리 다닐로비치 레류셴코 장군의 제3근위군이 북쪽에서 공격하여 돈강의 이탈리아 제8군 병력 13만 명을 포위하고 밀레로보로 진격했다. 이탈리아군은 일부 구역에서 9대 1로 숫적 열세임에도 소련군의 공격에 저항했지만, 막대한 손실을 입었다. 만슈타인은 이탈리아군을 지원하기 위해 제6기갑사단을 파견했으며, 포위된 병력 13만 명 중 4만 5천 명만이 격렬한 전투 끝에 체르트코보에서 기갑부대와 합류하는 데 성공했다.
남쪽에서는 게라시멘코 장군의 제28군이 제1기갑군을 포위할 위협을 가했으며, 트루파노프 장군의 제51군이 구원 부대를 직접 공격했다. 12월 24일, 제24전차군단의 전차가 타친스카야 비행장에 도달하여 급습을 감행, 독일군 수송기를 파괴하고 며칠 만에 작전을 완료했다.
소토성 작전은 돈강 남쪽에서의 또 다른 반격과 동시에 진행되어 스탈린그라드에 갇힌 병력을 구원하려는 독일군의 추가 진격을 저지했다. 구원 부대가 포위될 위협에 처하자, 만슈타인은 12월 29일 코텔니코보로 철수할 수밖에 없었고, 스탈린그라드 포위망에 갇힌 독일군은 운명에 맡겨졌다. 포위된 25만 명 중 9만 명이 포로로 생존했으며, 그중 5천 명만이 독일로 돌아가는 데 성공했다. 소련군의 제한된 공세 범위 덕분에 클라이스트는 제1기갑군을 제외한 A 집단군을 쿠반 방향으로 철수시킬 시간을 벌었으며, 제1기갑군은 로스토프나도누를 거쳐 돈집단군에 합류했다.